# چادر (سرپناه)

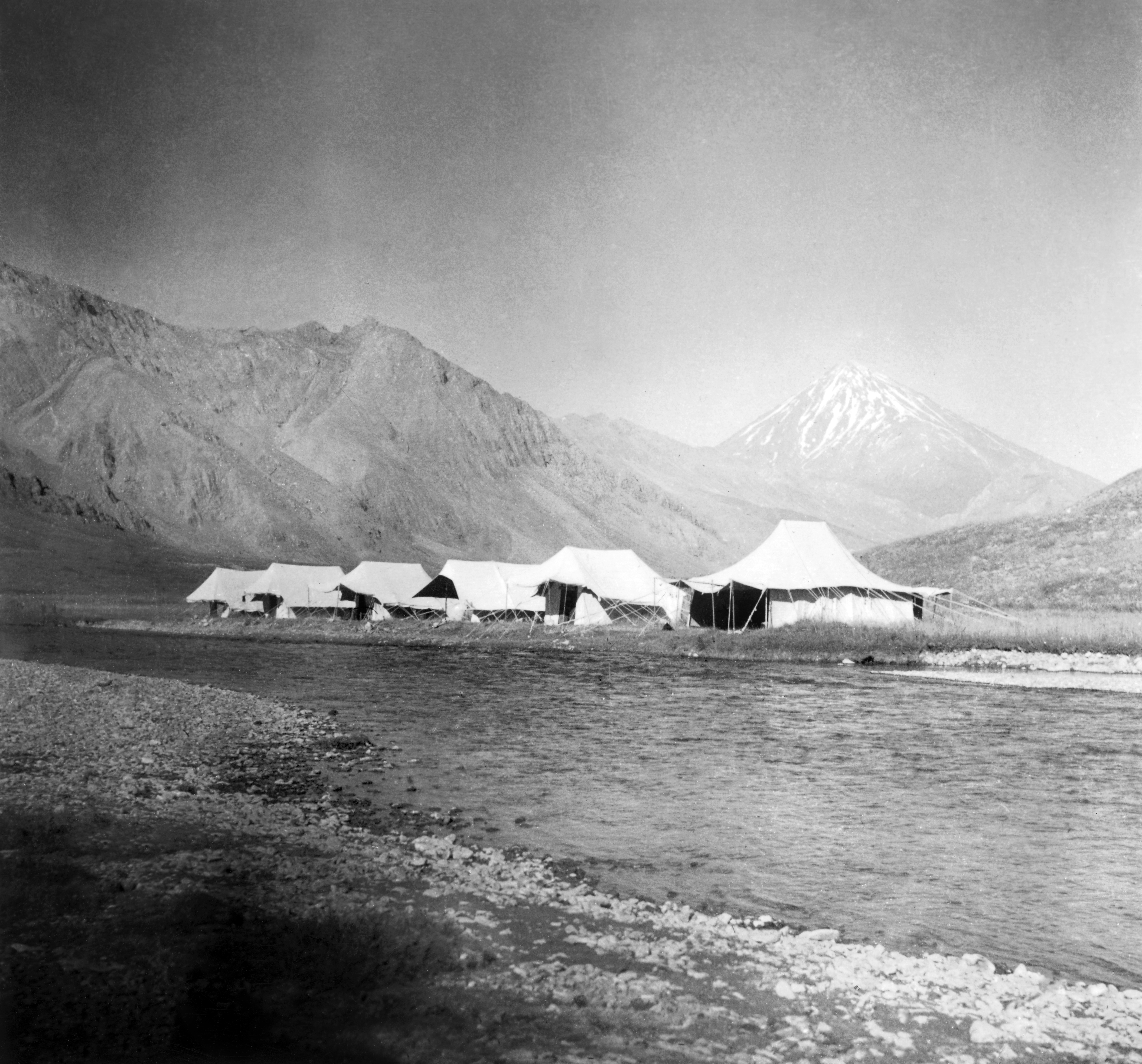
چادرهای نصب شده در دشت لار، حدود ۱۳۱۴ (عکاس: آنه ماری شوارتسنباخ)

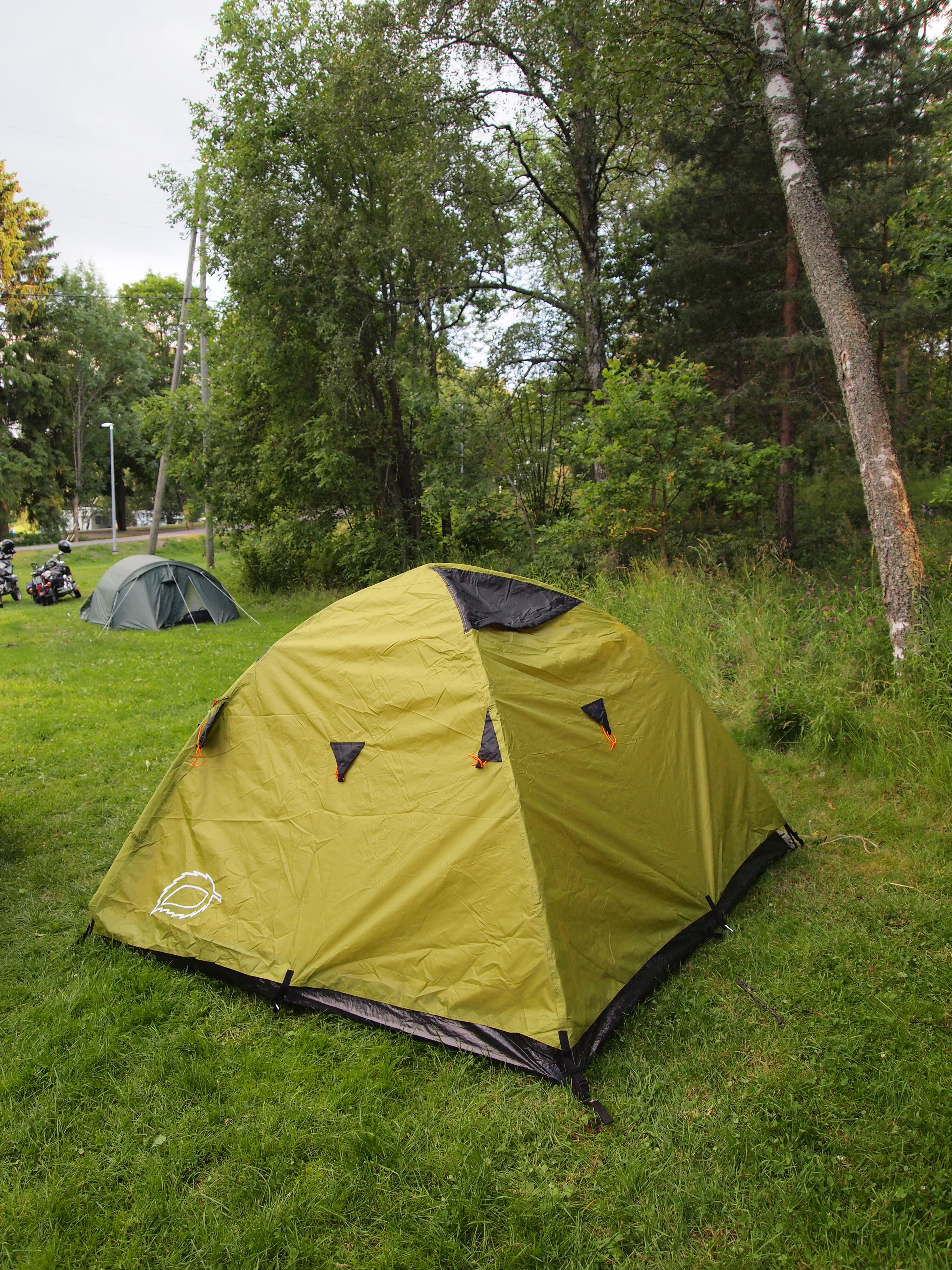
چادر سفری

چادر، خیمه (یا یورت در سرزمین‌های ترک‌نشین) سرپناهی است که از دیرباز قبایل و عشایر کوچ‌نشین از پارچه یا دیگر بافته‌ها بر تیر یا میله برپا می‌کردند. امروزه اما گردشگران طبیعت و نیروهای امدادی یا نظامی آن را به کار می‌برند.

## انواع
در سفر؛ افرادی که برای تعطیلات کوتاه به مسافرت می‌روند در بین راه از محوطه‌ای که دارای آب و تجهیزات بهداشتی است، استفاده کرده و برای استراحت موقت خود چادر می‌زنند.
آسیب‌دیدگان حوادث طبیعی؛ در مواقع وقوع حوادث طبیعی غیرمنتظره از قبیل زلزله، طوفان یا حوادث مشابه، دولت‌ها اقدام به نصب چادرهایی جهت اسکان موقت آسیب‌دیدگان می‌کند. معمولاً در صورتی که این اسکان مدت زمانی طول بکشد دولت باید برای مجموعه‌ای از چادرها الزامات ضروری زندگی مانند منبع آب، مجموعه بهداشتی، الزامات حفاظتی و فروشگاه غذایی فراهم کند.
پرسنل ارتش؛ در زمان‌هایی که پرسنل ارتش برای مأموریت موقت نظیر مانور یا کمک به آسیب‌دیدگان به نقطه‌ای اعزام می‌شوند مجموعه‌ای از چادرها نصب می‌شود. در کمپ‌های ارتش برای هر مجموعه چادری برحسب تعداد نفرات و ظرفیت آن منبع آب با مجموعه‌های بهداشتی و حتی ژنراتور برق تأمین می‌شود.
پناهندگان؛ در اثر جنگ‌ها و درگیری‌های داخلی در کشورها عده‌ای به کشورهای دیگر و در وهلهٔ اول به کشور همجوار پناه می‌برند و دولت میزبان برای جلوگیری از هجوم به شهرها و به‌هم‌زدن نظم اقدام به برپایی کمپ پناهندگی متشکل از مجموعه‌ای از چادرها در حاشیهٔ مرزی کشور خود کرده و فراریان از کشور جنگ‌زده را موقتاً اسکان می‌دهد. در این نوع کمپ‌ها نیز الزامات ضروری اولیه مثل آب آشامیدنی و شستشو، مجموعهٔ بهداشتی و تأمینات حفاظتی تأسیس می‌گردد.
حلبی آباد؛ افراد فقیر و بی‌خانمان در حاشیه شهر، در کنار حلبی آباد اقدام به نصب چادر برای زندگی می‌کنند. به این نوع چادرنشین‌ها که به‌طور پراکنده نصب می‌گردد به‌طور ویژه تسهیلاتی فراهم نمی‌شود و ساکنان مانند دیگر حاشیه‌نشینها نیازهای خود را برطرف می‌کنند. در اطراف شهرهای بزرگ کشورهای مختلف از این حلبی آبادها وجود دارد.
زیارت؛ دولت عربستان برای اسکان موقت حجاج که برای مراسم منا و عرفه جمع می‌شوند در مراسم حج اقدام به برپایی تعداد زیادی چادر بزرگ برای استراحت موقت حجاج می‌کند. معمولاً هر چادر برای ۲۰ تا ۴۰ نفر در نظر گرفته می‌شود. به دلیل ازدحام نفرات در این مراسم و احتمال وقوع آتش‌سوزی، دولت عربستان برای پیشگیری از حریق از اواخر ۱۹۹۰ به بعد اقدام به نصب چادرهای ضد حریق کرده‌است.